# Франклин (округ, Небраска)
Округ Франклин (англ. Franklin County) — округ, расположенный в штате Небраска (США) с населением в 3574 человека по статистическим данным переписи 2000 года. Столица округа находится в одноимённом городе.

## История
Округ Франклин был образован в 1867 году и получил своё официальное название в честь Бенджамина Франклина.

## География
По данным Бюро переписи населения США округ Франклин имеет общую площадь в 1492 квадратных километра, из которых 1491 кв. километров занимает земля и 1 кв. километр — вода. Площадь водных ресурсов округа составляет 0,03 % от всей его площади.

### Соседние округа
- Карни (Небраска) — север
- Уэбстер (Небраска) — восток
- Смит (Канзас) — юго-восток
- Филлипс (Канзас) — юго-запад
- Харлан (Небраска) — запад
- Фелпс (Небраска) — угол на северо-западе

## Демография
По данным переписи населения 2000 года в округе Франклин проживало 3574 человека, 1021 семья, насчитывалось 1485 домашних хозяйств и 1746 жилых домов. Средняя плотность населения составляла около двух человек на один квадратный километр. Расовый состав округа по данным переписи распределился следующим образом: 99,24 % белых, 0,28 % коренных американцев, 0,06 % азиатов, 0,34 % смешанных рас, 0,08 % — других народностей. Испано- и латиноамериканцы составили 0,64 % от всех жителей округа.
Из 1485 домашних хозяйств в 28,60 % — воспитывали детей в возрасте до 18 лет, 59,40 % представляли собой совместно проживающие супружеские пары, в 6,00 % семей женщины проживали без мужей, 31,20 % не имели семей. 29,20 % от общего числа семей на момент переписи жили самостоятельно, при этом 16,00 % составили одинокие пожилые люди в возрасте 65 лет и старше. Средний размер домашнего хозяйства составил 2,34 человек, а средний размер семьи — 2,87 человек.
Население округа по возрастному диапазону по данным переписи 2000 года распределилось следующим образом: 24,50 % — жители младше 18 лет, 4,50 % — между 18 и 24 годами, 23,60 % — от 25 до 44 лет, 23,50 % — от 45 до 64 лет и 23,90 % — в возрасте 65 лет и старше. Средний возраст жителей округа составил 43 года. На каждые 100 женщин в округе приходилось 92,80 мужчин, при этом на каждых сто женщин 18 лет и старше приходилось 91,00 мужчин также старше 18 лет.
Средний доход на одно домашнее хозяйство в округе составил 29 304 доллара США, а средний доход на одну семью в округе — 34 958 долларов. При этом мужчины имели средний доход в 26 192 доллара США в год против 18 214 долларов США среднегодового дохода у женщин. Доход на душу населения в округе составил 15 390 долларов США в год. 9,70 % от всего числа семей в округе и 13,20 % от всей численности населения находилось на момент переписи населения за чертой бедности, при этом 17,20 % из них были моложе 18 лет и 9,40 % — в возрасте 65 лет и старше.

## Основные автодороги
- US 136
- Автомагистраль 4
- Автомагистраль 10
- Автомагистраль 44

## Населённые пункты

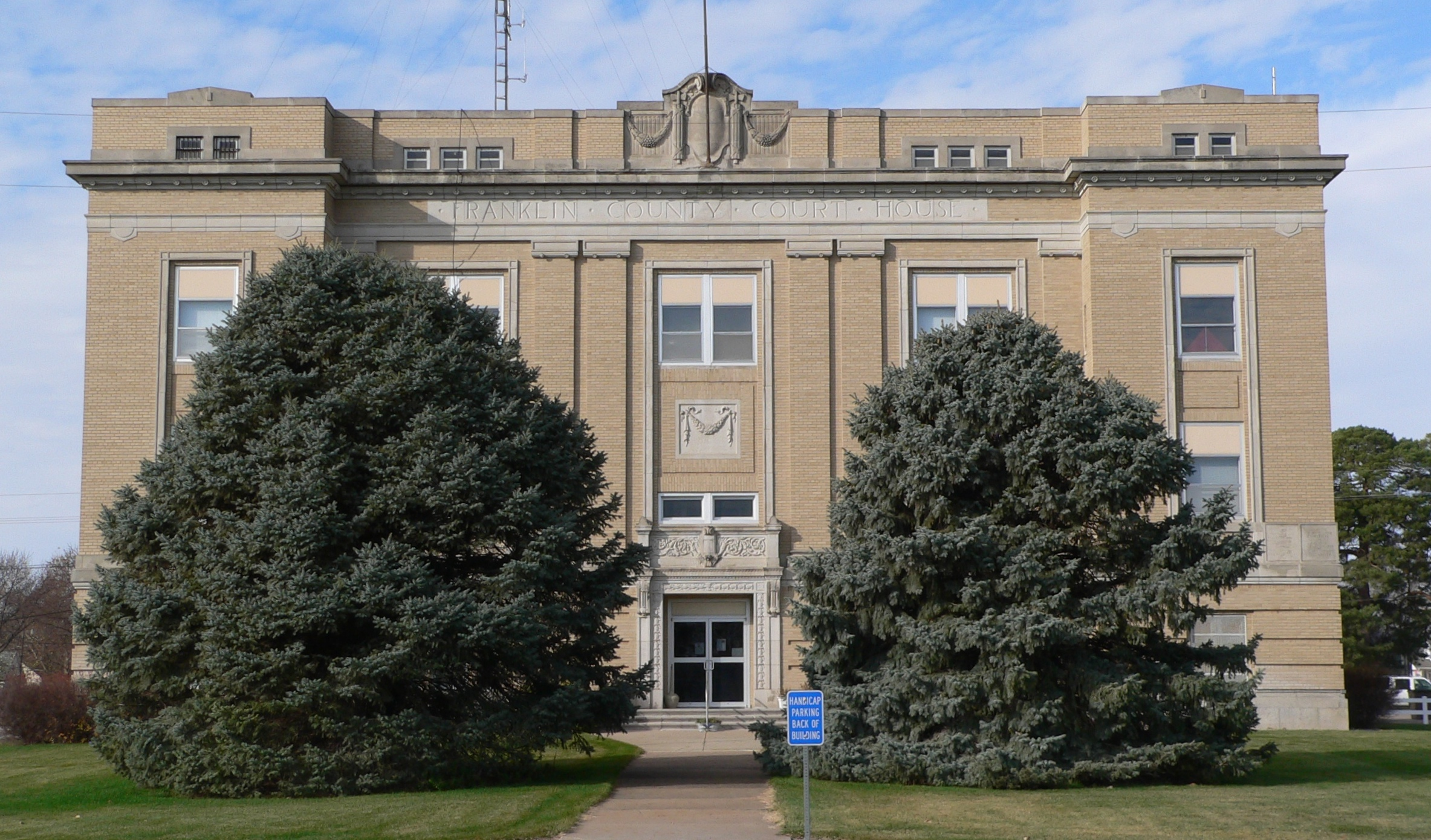
Здание окружного суда в городе Франклин

### Города и деревни
- Блумингтон
- Кэмпбелл
- Франклин
- Хилдрит
- Напони
- Ривертон
- Апленд